# Frank Heller
Frank Heller (pseudonym för Gunnar Serner), född 20 juli 1886 i Lösens socken i nuvarande Karlskrona kommun i Blekinge, död 14 oktober 1947 i Malmö, var en svensk författare. Han är mest känd som underhållningsförfattare, men har även skrivit reseskildringar och lyrik. Störst framgång fick Serner med noveller och romaner om äventyraren/detektiven/gentlemannatjuven Filip Collin, alias professor Pelotard.

## Biografi

### Barndom och studietid
Martin Gunnar Serner föddes den 20 juli 1886 i Lösens socken i Blekinge, där fadern var kyrkoherde. Familjen flyttade senare till Bosarp i Skåne. Vid 15 års ålder avlade han studentexamen vid Katedralskolan i Lund.
Då familjen Serner hade mindre god ekonomi – fadern tvingades till ackord 1903 – finansierade Gunnar Serner sina vidare studier genom mindre bidrag från en morbror, Gustaf Lindman, vice häradshövding i Jönköping, men mest genom studentväxlar. Studentväxlar var för många ett sätt att finansiera sina studier. Växeln var i princip ett banklån med kort löptid, som studenten och ytterligare en borgensman gick i personlig borgen för. Den korta löptiden gjorde att lånen förföll innan man studerat klart och man var därför ofta tvungen att åstadkomma ytterligare växlar för att kunna amortera. Detta system gjorde det lätt att hamna i en lånekarusell. Detta drabbade Serner eftersom han kommit in i det lundensiska studentlivets mer glada kretsar. Tillsammans med bland andra den kände överliggaren Sam Ask spenderade han sina pengar på punsch och restaurangbesök i Köpenhamn. År 1910 disputerade han med avhandlingen On the Language of Swinburne’s Lyrics and Epics.

### Till kontinenten
År 1912 hade Serners ekonomiska situation blivit så prekär, att han valde att lämna landet den 28 september. För att finansiera reskassan hade han förfalskat ett par växlar. Två av dem lyckades han lösa in i olika banker i Malmö, men när han försökte lösa in den tredje växeln, så bad banken honom vänta medan man skulle kontrollera vissa detaljer. Men Serner tog det säkra för det osäkra och satte sig på båten till Köpenhamn. Därifrån tog han tåget till Hamburg och åkte sedan vidare till London.

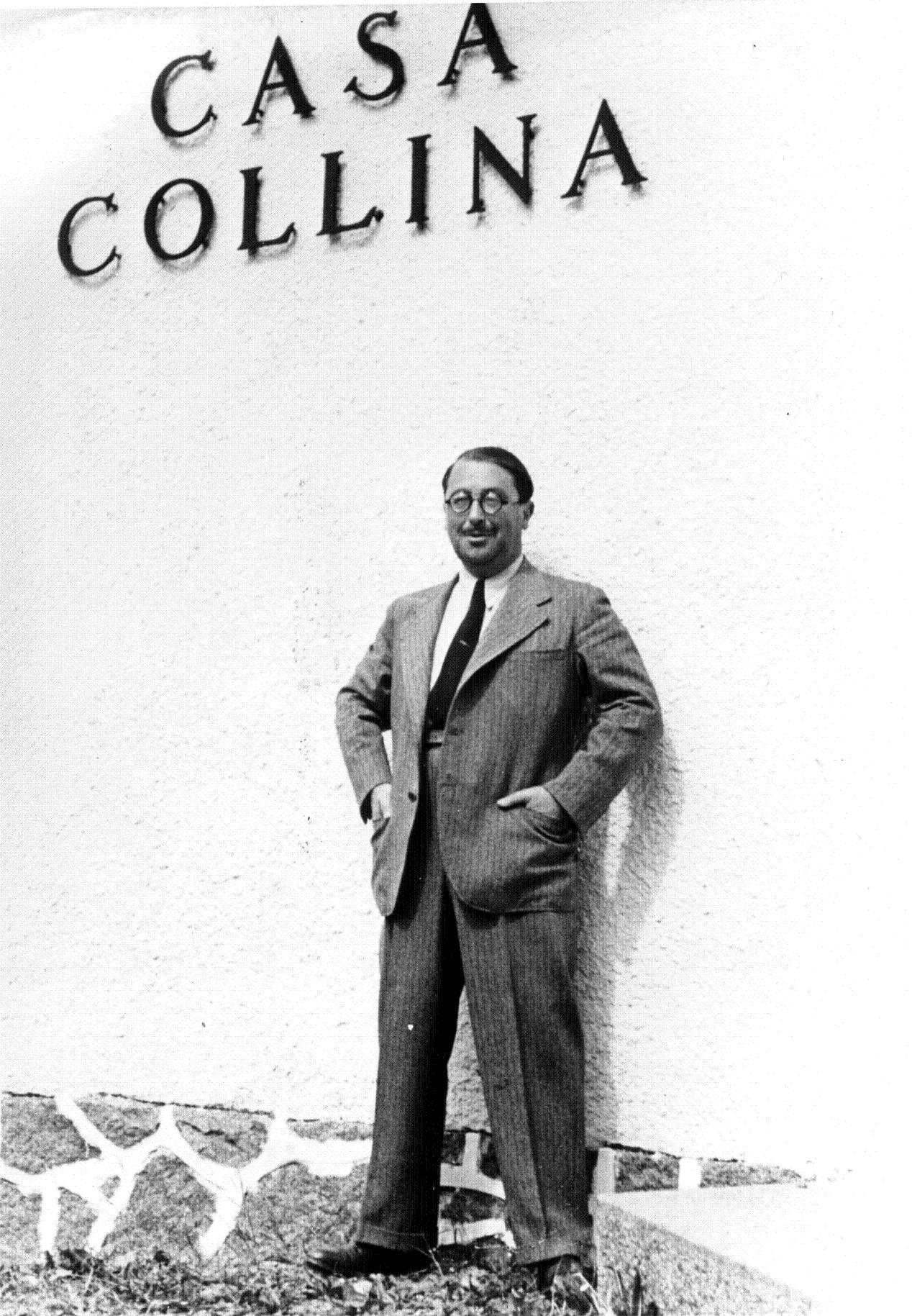
Gunnar Serner utanför Casa Collina på Bornholm. Foto i Vecko-Journalen 1945:21 som illustration till en artikel om "Östersjöns Malta".

I London började han fundera på vad han skulle ta sig till härnäst. Pengarna skulle inte räcka i all evighet, och något vanligt arbete kunde han inte tänka sig. Tankarna föll på kasinot i Monte Carlo och han avreste mot Monaco. Han prövade sin lycka vid rouletten, men det gav inte den utdelning han hade hoppats på. Så en dag mötte Serner en studentkamrat från Lund, Mauricio Jesperson, som berättade att han hade en bekant, som hade ett ofelbart roulette-system. Serner satte in sitt kapital i systemet och man började spela. Det hela gick bra ett tag, och man kasserade in en liten men stadig ström av inkomster. Så en dag kom det upp udda 17 gånger och hela kapitalet förlorades. 
Serner var nu pank. Han kunde inte åka hem, eftersom han var efterlyst. Han beslöt sig då för att prova på att skriva. Eftersom han var i Monte Carlo, så föll det sig naturligt att skriva just om livet kring kasinot i Monte Carlo. Han skrev några noveller, som han fick publicerade i olika tidskrifter och dagstidningar, under signaturen Martin Michaël. Den första novellen publicerades 15 februari 1913 i tidskriften Figaro. Tidigare hade han fått publicerat en översättning av Swinburnes dikt Outside i denna tidskrift.
Gunnar Serner fortsatte skriva noveller och fick kontrakt med Bonniers. På detta förlag gavs 1914 ut novellsamlingarna Herr Collins affärer i London och I hasardens huvudstad, nu under pseudonymen Frank Heller (som han passande nog hade tagit efter huvudpersonen i Artur Möllers roman Studentsynder). Novellerna om Filip Collin i Herr Collins affärer i London blev speciellt populära, och boken gavs ut i fyra upplagor de första två åren. Denna succé gjorde, att Serners ekonomi kom på fötter, och han kunde börja resa. År 1914 besökte han Paris där han tog flygturer med Blériot.

### Till Danmark
När första världskriget bröt ut befann sig Serner i Danmark. I och med att gränserna stängdes, tvingades han bo där under hela kriget. Hans adress var från december 1915 Ahlefeldsgade 18A, 4 tr. i Köpenhamn. Under krigsåren hade den landsflyktige svensken mat för dagen och tak över huvudet. För första gången kunde han också planera sin ekonomi. En närliggande lösning för att publicera sig var genom översättningar. Dåtidens förlovade land var Tyskland - trots det pågående kriget. Alla svenska författare av rang visste att vägen dit smidigast ledde genom översättaren Marie Franzos, som bodde i Wien. Hon förmedlade med stor framgång sina ansedda översättningar till olika förlag i Tyskland och Österrike. Gunnar Serner skrev att han mycket gärna såg, att han kunde presenteras för en tysk publik genom henne. Det var hans första steg mot en glänsande karriär på kontinenten. Den tyskspråkiga debutboken "Herrn Filip Collins Abenteuer" på förlaget Thespis i München följdes snabbt av en hel rad andra titlar. Marie Franzos översättningar spreds och översattes i sin tur till flera mellaneuropeiska språk.

### Ett svenskt pass
Under denna tid kunde han också reglera de fordringar man hade på honom från svensk sida. När kriget var över och passkrav infördes, kunde han med hjälp av vännen och kollegan Henning Berger få ett svenskt pass. Han reste till Rom, där han träffade Annie Kragh med vilken han gifte sig 1920. Paret Serner lät 1925 uppföra en villa på Bornholm, som döptes till Casa Collina. År 1927 köpte de Villa St Yves i Menton på franska rivieran.

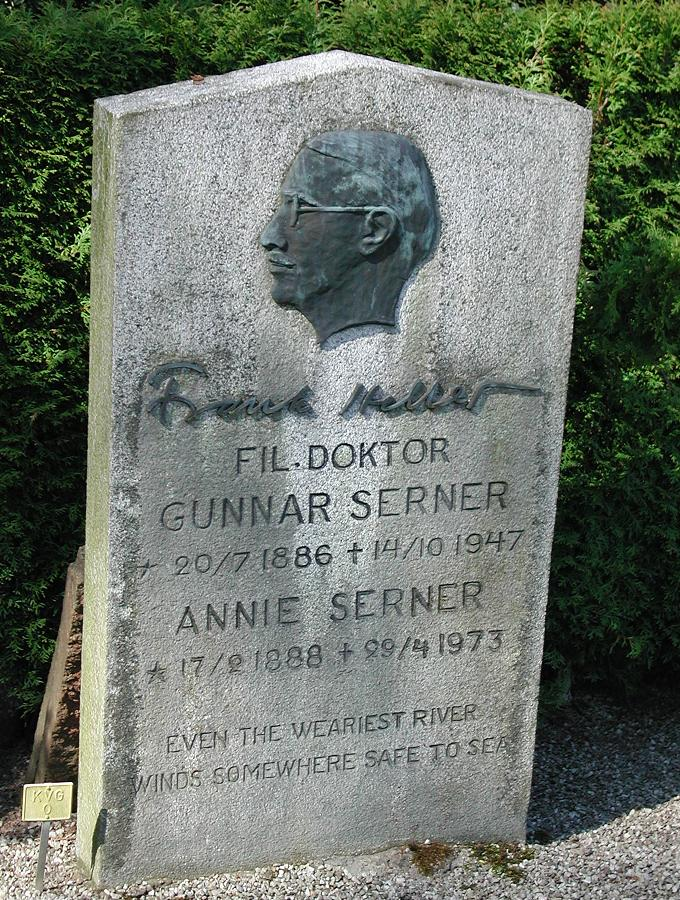
Gravstenen på Norra kyrkogården i Lund

Serner var, under den återstående tiden av sitt liv, mycket produktiv som författare och skribent. Han återvände aldrig permanent till Sverige, men avled på Allmänna sjukhuset i Malmö den 14 oktober 1947. Han och makan ligger begravda på Norra kyrkogården i Lund (kv.30 grav 51). Citatet på gravstenen – even the weariest river winds somewhere safe to sea – är hämtat från Swinburnes dikt The Garden of Proserpine.
Serner var farbror till skådespelaren Håkan Serner, morbror till författarinnan Elsi Rydsjö och mormors bror till Ann Björkhem. Systersonen Lennart Rydsjö var folkskollärare och författare av historiska ungdomsböcker.
1981 instiftade Kvällspostens kulturredaktion Frank Heller-priset, som skulle delas ut till "den författare som enligt juryns mening under året presterat ett betydande verk i Frank Heller-andan: det ska handla om spänning, humor och känsla för språket." 
År 2004 bildades Frank Heller-sällskapet i Lund.

### Utgivet under eget namn
- On the language of Swinburne's lyrics and epics : a study. Lund: Gleerup. 1910. Libris 1617348. https://runeberg.org/swinburnes/ - Akademisk avhandling Lund.

### Utgivet under pseudonymenFrank Heller
- Herr Collins affärer i London / med illustrationer av Yngve Berg. Stockholm: Bonnier. 1914. Libris 1634523. https://litteraturbanken.se/forfattare/SernerG/titlar/HerrCollinsAffarerILondon/sida/1/faksimil
- I hasardens huvudstad : Monte-Carlo-noveller. Stockholm: Bonnier. 1915. Libris 7hd7jnrv5wbj50xl. http://hdl.handle.net/2077/57534
- Herr Leroux i luften / med illustrationer av Per Lindroth. Stockholm: Bonnier. 1915. Libris 19b2433pzb0dc0jf. https://litteraturbanken.se/forfattare/SernerG/titlar/HerrLerouxILuften/sida/3/faksimil
- Monsieur Jean-Louis Kessels papper. Stockholm: Dahlberg. 1915. Libris 2bc3j31s0wdznjl7. https://litteraturbanken.se/forfattare/SernerG/titlar/MonsieurJeanLouisKessels/sida/3/faksimil
- Storhertigens finanser : roman. Stockholm: Bonnier. 1915. Libris 1634526. https://litteraturbanken.se/f%C3%B6rfattare/SernerG/titlar/StorhertigensFinanser/sida/3/etext
- Den svenske förbrytaren Karlsson och några kollegor. Stockholm: Dahlberg. 1915. Libris 1634522. https://litteraturbanken.se/forfattare/SernerG/titlar/ForbrytarenKarlsson/sida/1/faksimil
- Herr Collins sällsamma äventyr / illustrationer av Yngve Berg. Stockholm: Dahlberg. 1916. Libris s22gnvfsqcgnjv27. https://litteraturbanken.se/forfattare/SernerG/titlar/HerrCollinsSallsamma/sida/1/faksimil
- Yussuf Khans giftermål : äventyrsroman. Stockholm: Dahlberg. 1916. Libris dnn2733bb77gcrws. https://litteraturbanken.se/forfattare/SernerG/titlar/YussufKhansGiftermal/sida/I/faksimil
- Min vän signor Origoni och några andra herrar / med vignetter av Einar Nerman. Stockholm: Dahlberg. 1917. Libris 3ccrvhc31q6rgw8h. https://litteraturbanken.se/forfattare/SernerG/titlar/MinVanSignorOrigoni/sida/I/faksimil
- Salomon Cesars mästerkupp : äventyrsbok. Stockholm: Dahlberg. 1917. Libris 1653251
- Schaubel-Swoboda-attentatet. Stockholm: Dahlberg. 1917. Libris 1653252
- Unge Karl-Bertil von Birck : äventyrsserie. Stockholm: Dahlberg. 1917. Libris l5dcpphcjqz29c40. https://gupea.ub.gu.se/2077/86986
- Kejsarens gamla kläder : roman. Stockholm: Dahlberg. 1918. Libris 6r0x19mr4h9dt9x1. https://gupea.ub.gu.se/2077/86984
- Förbannelse över de otrogna!. Stockholm: Dahlberg. 1919. Libris j3bd77kqg21r2qwq Fulltext: Kungliga biblioteket, Göteborgs universitetsbibliotek.
- Inled mig i frestelse : roman. Stockholm: Dahlberg. 1919. Libris n7gffx0nlnj5vkj6. https://gupea.ub.gu.se/2077/87041
- Andarna och Furustolpe. Stockholm: Bonnier. 1920. Libris 31568
- Herr Collin är ruinerad. Stockholm: Dahlberg. 1921. Libris 32712
- Du dåre, i denna natt -. Stockholm: Bonnier. 1922. Libris 1474994
- Polis! Polis!. Stockholm: Bonnier. 1923. Libris 1475005
- Den tusen och andra natten : en arabesk. Stockholm: Bonnier. 1923. Libris 542266
- . Stockholm: Bonnier. 1924. Libris cx5v54k69jthn5p0. https://gupea.ub.gu.se/2077/86925
- I sicksack genom sinnevärlden. Stockholm: Bonnier. 1925. Libris 1475000
- Odyssevs eller de sju menyerna. Stockholm: Bonnier. 1927. Libris vfnmqbdws0p371mk. https://gupea.ub.gu.se/2077/87043
- Ballader till bröderna / med vinjetter av Kurt Jungstedt. Stockholm: Bonnier. 1926. Libris 1667477
- Doktor Z. Stockholm: Bonnier. 1926. Libris 32714
- Frank Hellers resehandbok : var man äter vad i Europa. Stockholm: Bonnier. 1927. Libris 4px00bg42l99grpl. https://gupea.ub.gu.se/2077/87109
- Marco Polos millioner. Stockholm: Bonnier. 1927. Libris 7s2x0nb25hf0745c. https://gupea.ub.gu.se/2077/87387
- D:r Zimmertürs diagnoser. Stockholm: Bonnier. 1928. Libris 18151072. http://litteraturbanken.se/forfattare/SernerG/titlar/DrZimmertursDiagnoser/info
- Huru jag blev utpressare och andra berättelser. Stockholm: Bonnier. 1928. Libris tdnb137grnj9jm3h. https://gupea.ub.gu.se/2077/87328
- D:r Zimmertürs bisarra möten. Stockholm: Bonnier. 1929. Libris 6pprd10v40p4ws37 Fulltext: Göteborgs universitetsbibliotek, Litteraturbanken
- Eskapader. Stockholm: Bonnier. 1929. Libris 1331556
- Storhertigens senare finanser : roman. Stockholm: Bonnier. 1930. Libris https://gupea.ub.gu.se/2077/87505. http://hdl.handle.net/2077/37320
- Viskningar vid camemberten : noveller. Stockholm: Bonnier. 1930. Libris 6r1xd8wl4785jc1j. https://gupea.ub.gu.se/2077/87388
- Doktor Zimmertür säger farväl. Stockholm: Bonnier. 1931. Libris xffh50d6v8gjf2f6 Fulltext: Göteborgs universitetsbibliotek, Litteraturbanken
- Stölden av Eiffeltornet : roman. Stockholm: Bonnier. 1931. Libris m6h6x26wkgdnsxq3. https://gupea.ub.gu.se/2077/87591
- Herr Collins affärer med hemlandet. Stockholm: Bonnier. 1932. Libris scn4s95kqvwtj92k. https://gupea.ub.gu.se/2077/87574
- Monsieur Collet, kejserlig äventyrare. Stockholm: Bonnier. 1932. Libris k4gpckl3h9dmtzk1. https://gupea.ub.gu.se/2077/87665
- Irrande vinter : reseskisser 1932-1933. Stockholm: Bonnier. 1933. Libris 1355672
- Älska din nästa såsom dig själv! : noveller. Stockholm: Bonnier. 1933. Libris m6hqv19zk30kvmq3. https://gupea.ub.gu.se/2077/87447
- Den stora filmen om Attila : roman. Stockholm: Bonnier. 1934. Libris 1355674
- År och bankilometer. Stockholm: Bonnier. 1934. Libris g2dfqppwdz2m0jlc. https://gupea.ub.gu.se/2077/87778
- Herr Collins alibi och andra noveller. Stockholm: Bonnier. 1935. Libris scpnz6mbq8xd7j38. https://gupea.ub.gu.se/2077/87774
- Storhertigens efterlämnade finanser : roman. Stockholm: Bonnier. 1936. Libris zkw5jhqfw6hs4rp8. https://gupea.ub.gu.se/2077/87920
- Diagonal genom Europa : reseintryck 1934-1937. Stockholm: Bonnier. 1937. Libris 79162
- Från Jupiter till Pallas. Stockholm: Bonnier. 1939. Libris 1371405
- Tre mördare inträda : roman. Stockholm: Bonnier. 1940. Libris 9w700jvb78fq93q8. https://gupea.ub.gu.se/2077/88021
- På detta tidens smala näs : funderingar över ett liv. Stockholm: Bonnier. 1940. Libris 4q2snjct2b8kpgmn. https://hdl.handle.net/2077/87996
- Atlantis undergång : roman. Stockholm: Bonnier. 1941. Libris 1400052
- Kriget som aldrig tog slut. Stockholm: Bonnier. 1942. Libris n8lghgfdlgk2jnm8. https://gupea.ub.gu.se/2077/88100
- Gladiatorernas uttågsmarsch : anteckningar från Italien 1939-43. Stockholm: Bonnier. 1943. Libris rcq530tlp0m75dt7. https://gupea.ub.gu.se/2077/88152
- De ödesdigra skorna : kriminalnoveller. Stockholm: Bonnier. 1944. Libris 1400068
- Europas mest hatade man : en romantisk historia. Stockholm: Bonnier. 1945. Libris 1400054
- Resa i Schweiz. Stockholm: Geber. 1948. Libris 1400063 - Utkom 1947 på danska: * Rejse i Schweiz. København. 1947. Libris 1745576

### Valda och samlade verk
- Frank Hellers äventyrsromaner. 1-12. Stockholm: Bonniers. 1922-1923
  -  1, Herr Collins affärer i London. 1922. Libris 1474996
  -  2, Storhertigens finanser : roman. 1922. Libris 1475006
  -  3, Yussuf Khans giftermål : äventyrsroman. 1921. Libris 1475009
  -  4, Herr Leroux i luften. 1922. Libris 1474998
  -  5, Unge Karl-Bertil von Birck. 1922. Libris 1475008
  -  6, Monsieur Jean-Louis Kessels papper. 1922. Libris 1475004
  -  7, Kejsarens gamla kläder : Roman. 1923. Libris 1475002
  -  8, Herr Collins sällsamma äventyr. 1923. Libris 1474997
  -  9, I hasardens huvudstad : Monte Carlo-noveller. 1923. Libris 1474999
  -  10, Inled mig i frestelse! : roman. 1923. Libris 1475001
  -  11, Min vän signor Origoni och några andra herrar. 1923. Libris 1475003
  -  12, Förbannelse över de otrogna!. 1923. Libris 1474995
- Filip Collins äventyr. 1-6. Stockholm: Romantidningen. 1941-1942
  -  1, Bilen 12 M 1000. Detektiv-journalen ; 11. Stockholm: Romantidn. 1941. Libris 1394606
  -  2, De tankspridda herrarnas äventyr. Detektiv-journalen ; 18. Stockholm: Romantidn. 1942. Libris 1394613
  -  3, Filip Collin contra Mr Isaac. Detektiv-journalen ; 21. Stockholm: Romantidn. 1942. Libris 1394616
  -  4, Den försvunna guldsändningen. Detektiv-journalen ; 25. Stockholm: Romantidn. 1942. Libris 1394620
  -  5, Herr Collins äventyr i Hamburg. Detektiv-journalen ; 28. Stockholm: Romantidn. 1942. Libris 1394623
  -  6, Herr Collins ferieagentur. Detektiv-journalen ; 33. Stockholm: Romantidn. 1942. Libris 1394628
  -  7, Den blåögda lögnen. Detektiv-journalen ; 39. Stockholm: Romantidn. 1942. Libris 1394634
- Jakten Medusas kryssning. Herr Collins sällsamma äventyr ; 1 Detektiv-journalen ; 43. Stockholm: Romantidn. 1942. Libris 1394638
- Frank Hellers bästa. 1-12. Stockholm: Bonniers. 1948-1949
  -  1, Storhertigens finanser : roman. 1948. Libris 1400065
  -  2, Storhertigens senare finanser : roman. 1948. Libris 1400066
  -  3, Storhertigens efterlämnade finanser : roman. 1948. Libris 1400064
  -  4, I hasardens huvudstad : roman. 1949. Libris 22549220. https://runeberg.org/hasard/
  -  5, Du dåre, i denna natt : roman. 1949. Libris 22548757. https://runeberg.org/dudare/
  -  6, Kejsarens gamla kläder : roman. 1949. Libris 1400060
  -  7, Den tusen och andra natten : en arabesk. 1949. Libris 1400067
  -  8, Marco Polos millioner : roman. 1949. Libris 1400062
  -  9, Förbannelse över de otrogna!. 1949. Libris 1400055
  -  10, Herr Collins affärer i London : roman. 1949. Libris 1400058
  -  11, Herr Collin kontra Napoleon : roman. 1949. Libris 1400056
  -  12, Herr Collins sällsamma äventyr. 1949. Libris 1400059
- Fasadklättraren. Stockholm: Fabel. 1966. Libris 1533853
- Dikter : Inled mig i frestelse ; Herr Collin kontra Napoleon ; På detta tidens smala näs. Bokklubben Svalan Svalans svenska klassiker. Stockholm: Bonnier. 1970. Libris 1537851
- I Monte Carlo och andra kåserier och noveller sammanställning och kommentarer av Dag Hedman. Örkelljunga: Settern. 1985. Libris 7649707. ISBN 91-7586-199-2
- Lund - språngbrädan till kontinenten och andra reseberättelser / sammanställning och kommentarer av Dag Hedman. Örkelljunga: Settern. 1986. Libris 7649749. ISBN 91-7586-244-1
- Ur minnet och cigarrettetuiet : verkliga och overkliga minnen / redaktör: Dag Hedman. Örkelljunga: Settern. 1988. Libris 7649783. ISBN 91-7586-281-6
- Den mystiske Mr Chayder och några andra kriminalhistorier / redaktör: Dag Hedman, som också skrivit förord och kommentarer. Stockholm: Fabel. 1990. Libris 7668175. ISBN 91-7842-101-2

Serner har översatts till danska, engelska, estniska, finska, franska, lettiska, nederländska, norska, polska, ryska, serbo-kroatiska, spanska, tjeckiska, tyska och ungerska.
Utöver böckerna ovan har en mängd noveller publicerats i olika tidskrifter och dagstidningar.

## Filmatiseringar
- Die Finanzen des Großherzogs, regi F.W. Murnau, manus Thea von Harbou med svensk titel Storhertigens finanser 1923
- Die Finanzen des Großherzogs, regi Gustaf Gründgens, manus Hans Rameau med svensk titel Storhertigens finanser 1934
- Herrn Filip Collins Abenteuer, regi Johannes Guter, manus Robert Liebmann med svensk titel Herr Collins affärer i London 1925
- Inled mig i frestelse, regi Gösta Rodin, manus Torsten Lundqvist, 1933
- Herr Collins äventyr, regi Anders Henrikson, manus av Bengt Idestam-Almquist och Anders Henrikson, 1943

### Frank Heller-sällskapets skriftserie
- Frank Heller-sällskapets skriftserie. Lund: Pelotard press. 2006-. Libris 10913967
  - 1. Elg, Fredrik; Lawenius, Petter (2006). Frank Heller : en äventyrshistoria. Frank Heller-sällskapets skriftserie, 1653-6835 ; 1 (Utök. och omarb. version). Lund: Pelotard press. Libris 11147479. ISBN 91-976219-0-0
  - 2. Heller, Frank (2007). Frank Heller som radiodramatiker. Frank Heller-sällskapets skriftserie, 1653-6835 ; 2. Lund: Pelotard Press. Libris 10649275. ISBN 978-91-976219-1-5
  - 3.  Frank Heller och Köpenhamn. Frank Heller-sällskapets skriftserie, 1653-6835 ; 3. Lund: Pelotard press. 2008. Libris 11215381. ISBN 978-91-976219-2-2
  - 4. Heller, Frank; Henning, Pär (2009). Frank Heller och Lund. Frank Heller-sällskapets skriftserie, 1653-6835 ; 4. Lund: Pelotard press. Libris 11617261. ISBN 978-91-976219-3-9
  - 5.  Frank Heller och hasarden. Frank Heller-sällskapets skriftserie, 1653-6835 ; 5. Lund: Pelotard press. 2010. Libris 12051989. ISBN 978-91-976219-4-6
  - 6. Heller, Frank; Lawenius, Petter (2011). Frank Heller och Annie. Frank Heller-sällskapets skriftserie, 1653-6835 ; 6. Malmö: Pelotard press. Libris 13456018. ISBN 978-91-976219-5-3
  - 7. Heller, Frank; Henning, Pär (2012). Frank Heller på Rivieran. Frank Heller-sällskapets skriftserie, 1653-6835 ; 7. Lund: Pelotard press. Libris 13615970. ISBN 978-91-976219-6-0
  - 8.  Frank Heller och översättningar. Frank Heller-sällskapets skriftserie, 1653-6835 ; 8. Lund: Pelotard press. 2013. Libris 14721732. ISBN 978-91-976219-7-7
  - 9.  Frank Heller och filmen. Frank Heller-sällskapets skriftserie, 1653-6835 ; 9. Lund: Pelotard Press. 2014. Libris 18076535. ISBN 978-91-976219-8-4
  - 10.  Frank Heller som reseskildrare. Frank Heller-sällskapets skriftserie, 1653-6835 ; 10. Lund: Pelotard Press. 2015
  - 11.  Frank Heller och Italien. Frank Heller-sällskapets skriftserie, 1653-6835 ; 11. Lund: Pelotard press. 2016. Libris 19916328. ISBN 978-91-983204-0-4
  - 12.  Till bords med Frank Heller. Frank Heller-sällskapets skriftserie, 1653-6835 ; 12. [Lund]: Pelotard press. 2017. Libris 21966251. ISBN 9789198320411